# Creu de Coll Favà

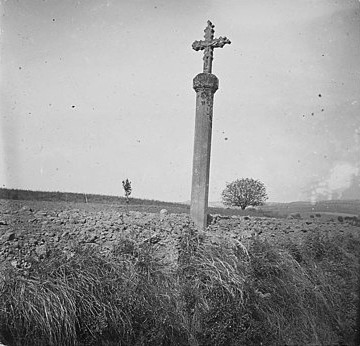
La creu el 1915

La Creu de Coll Favà és una creu de terme de Sant Cugat del Vallès (Vallès Occidental) situada al barri de Coll Favà.
La creu original era de pedra tallada en forma cruciforme i estava situada al costat del camí vell de Sabadell. El fust sortia directament de la terra amb una base soterrada, sense els graons habituals.
Va ser abatuda durant la Guerra Civil i només en va quedar el fust, trencat en tres trossos. El 2003 va ser restaurada per l'Associació per la Preservació del Patrimoni Cultural de Sant Cugat i la Penya Regalèssia, i li van afegir una creu de ferro forjada per l'artista santcugatenc Josep Benet. Es va col·locar en un promontori del nou barri de Coll Favà, ja que el  lloc original estava afectat per un projecte d'urbanització.